# Prosper De Bruyn
Prosper De Bruyn (Denderleeuw, 26 augustus 1885 - 25 november 1955) was een Belgisch senator en volksvertegenwoordiger.

## Levensloop
De Bruyn stamde uit een daensistische familie. Zijn vader, die spoorwegarbeider was, was militant voor het daensisme en Karel-Lodewijk De Bruyn (1882-1972), oudere broer van Prosper, werd van 1922 tot 1926 dienstdoend burgemeester en nadien eerste schepen van Denderleeuw, als verkozene voor de daensisten. 
Na zijn middelbare studies werd Prosper De Bruyn in 1904 treinwachter bij de Belgische spoorwegen. Hij werkte achtereenvolgens in de stations van Brussel-Noord, Antwerpen-Centraal, Dendermonde en Aalst. In 1906 werd hij hoofdtreinwachter in Ronet (provincie Namen), in 1911 in Virton-Saint-Mard en in 1914 in Schaarbeek. 
Hij werd een van de leiders van de vriendenkring van (hoofd)treinwachters en stelde de syndicale onmacht vast van het spoorwegpersoneel dat zich veelal per beroep organiseerde. In 1917 nam hij het initiatief om de verschillende beroepsgroepen en –organisaties van het spoorwegpersoneel in één nationale vakbond te verenigen. Hij werd de eerste secretaris van deze bond. 
Tijdens de Eerste Wereldoorlog organiseerde De Bruyn samen met de Belgische regering in ballingschap in Le Havre en socialistische leidende figuren als Louis Bertrand en Joseph Wauters de illegale betaling van salarissen en vergoedingen aan spoorwegpersoneel. Als vakbondssecretaris reisde hij door de bezette gebieden om regionale vakbondsafdelingen op te richten en het verzet tegen de Duitse bezetter te organiseren door elke vorm van werkweigering aan te moedigen. Tevens zette hij contacten op met staatsambtenaren die zich tijdens de oorlog in Frankrijk of Nederland hadden gevestigd. De Bruyn was uiteindelijk steeds meer in zijn eigen gemeente Denderleeuw te vinden, waar hij met de toestemming van de Belgische regering in ballingschap een clandestiene organisatie op poten zette die spoorwegpersoneel moest vergoeden dat sabotageacties had gepleegd tegen de bezetter. Op 3 oktober 1918 werd De Bruyn door de Duitsers gearresteerd op verdenking van spionage en ter dood veroordeeld. De wapenstilstand acht dagen later redde hem van executie.
In eigen gemeente werd het socialisme voortgestuwd door de talrijke spoorwegarbeiders. De gemeente was immers een spoorwegknooppunt en trok daardoor heel wat spoorpersoneel aan om er te wonen. De Bruyn leidde in 1923 de eerste nationale spoorstaking in België. Hierop werd hij samen met 216 andere arbeiders geschorst door de liberale minister van Spoorwegen Xavier Neujean. Het duurde tot 1926 voor De Bruyn opnieuw aan de slag kon bij de spoorwegen, toen de socialist Edward Anseele minister van Spoorwegen was.
Het 'Nationaal Syndicaat' breidde uit naar andere beroepsgroepen en heette vanaf de jaren 1920 Nationaal Syndicaat van IJzerwegen, Post, Telegraaf, Telefoon en Zeewezen (NSYPTTZ). In 1936 werd De Bruyn verkozen tot algemeen voorzitter van dit syndicaat, een ambt dat hij tot oktober 1940 bekleedde. 
Tijdens de Tweede Wereldoorlog weigerde hij te collaboreren met de Duitse bezetter, hoewel er in zijn directe omgeving veel aanhangers van het pro-Duitse Vlaamsch Nationaal Verbond waren. De Bruyn nam deel aan verschillende clandestiene activiteiten en werd lid van het bestuur van de illegale Belgische Socialistische Partij. In 1942 was hij een van de oprichters van het clandestiene Algemeen Syndikaat van de Openbare Diensten, waarvan hij tot voorzitter werd aangesteld. Na de Bevrijding ging dit syndicaat in 1945 op in de Algemene Centrale der Openbare Diensten. De Bruyn werd gevraagd om nationaal voorzitter van de ACOD-CGSP te worden, maar omdat de vakbondscentrale syndicale functies onverenigbaar had verklaard met politieke functies, besloot hij voor zijn politieke carrière te kiezen en de functie te weigeren. Wel werd De Bruyn voorzitter van de Denderleeuwse afdeling van de vakbond ABVV.
In de lokale politiek was De Bruyn van 1946 tot 1952 gemeenteraadslid van Denderleeuw. Van 1925 tot 1954 was hij voor de BWP en daarna de BSP eveneens actief in de nationale politiek: van 1925 tot 1929 was hij volksvertegenwoordiger voor het arrondissement Aalst, daarna was hij van 1929 tot 1936 gecoöpteerd senator en van 1936 tot 1954 was hij nogmaals volksvertegenwoordiger. In de Kamer en de Senaat hield hij tussenkomsten over de domeinen industrie, arbeid en sociale voorzorg, landbouw en transport.
Hij was verder ook nog:
- van 1929 tot 1933 voorzitter van de Bond Moyson Denderleeuw-Aalst-Oudenaarde,
- voorzitter van de poliklinieken 'De Toekomst',
- voorzitter van de coöperatieve Achturenhuis te Brussel,
- vanaf 1923 voorzitter van het volkshuis Achturenhuis in Denderleeuw,
- voorzitter van de BWP, Denderleeuw,
- voorzitter van de bestuurscommissie van de Rijksmiddelbare scholen in Denderleeuw;
- voorzitter van de fanfare De Werker in Denderleeuw,
- voorzitter van de toneelkring Hoger Op in Denderleeuw.

In november 1955 overleed Prosper De Bruyn op 70-jarige leeftijd.